# Barbara Alyn Woods
Barbara Alyn Woods (Chicago (Illinois), 11 maart 1962) is een Amerikaans actrice.
Aan het begin van Woods' carrière speelde ze vooral gastrollen in televisieseries, waaronder Star Trek: The Next Generation, Married... with Children, The Golden Girls, Wings, Picket Fences, Seinfeld, Touched by an Angel, Ally McBeal en Providence.
Woods speelde ook bijrollen in films. Zo was ze te zien in Repossessed (1990), The Waterdance (1992), Flesh and Bone (1993), Striptease (1996) en I Downloaded a Ghost (2004).
Woods is waarschijnlijk het meest bekend van haar vaste rollen in de televisieseries Honey, I Shrunk the Kids: The TV Show en meer recent One Tree Hill. In 2010 speelde ze ook een bijrol in Desperate Housewives. In 2014 speelde Woods in de film death clique.
- International Standard Name Identifier: 0000 0004 0888 252X
- Library of Congress Control Number: no2015132867
- Nationale Bibliotheek van Polen: a0000002013317
- Virtual International Authority File: 301938631
- WorldCat: E39PBJyRvDjTyc6jQcrxkrbjmd